# Lac Ihema
Le lac Ihema est un lac du Rwanda, situé dans la Province de l’Est, à proximité de la frontière avec la Tanzanie. C'est le plus méridional et le plus étendu des plans d'eau du parc national de l'Akagera.

## Description
Le lac Ihema est un lac à l'est du Rwanda, à la frontière avec la Tanzanie. Le lac se trouve dans le marais de la rivière Kagera, dans lequel il se vide par un très court canal. D'une superficie de  100 km², c'est le plus grand lac entièrement au Rwanda. Considérant tous les autres lacs du pays (y compris les lacs partagés avec d'autres pays), ce serait le 3ᵉ plus grand après le lac Kivu 2700 km² entre le Rwanda et la République démocratique du Congo et le lac Rweru entre le Rwanda et le Burundi à 133 km² dont seulement 47 km² sont au Rwanda. Le lac est situé dans le district de Kayonza, dans la partie sud du parc national d'Akagera, qui contient plus d'une autre douzaine de lacs, dont Ihema est le plus grand.
Le lac est bio diversifié. En plus de poissons, il abrite des hippopotames et des crocodiles. Il compte 550 espèces d'oiseaux, dont des espèces remarquables comme le bec-en-sabot ( Balaeniceps rex ) et le papyrus gonolek ( Laniarius mufumbiri ). Parmi les espèces endémiques, on trouve des ibis, des jacanas, des hérons, des pluviers, des bécasseaux, des martins-pêcheurs malachite, des faucons et bien d'autres.

## Histoire
En mars 1876, l'explorateur britannique Henry Morton Stanley, parti à la recherche des sources du Nil, passe une nuit sur l'île du lac Ihema qu'il décrit ainsi : 
« Leur île est formée d'un schiste revêtu d'une couche d'alluvion peu épaisse. L'eau du lac d'Ihéma est bonne et agréable au goût, mais comme toutes les eaux du bassin d'Alexandra, elle se distingue par sa couleur ferrugineuse d'un brun terne. »